# Сельское хозяйство Сербии

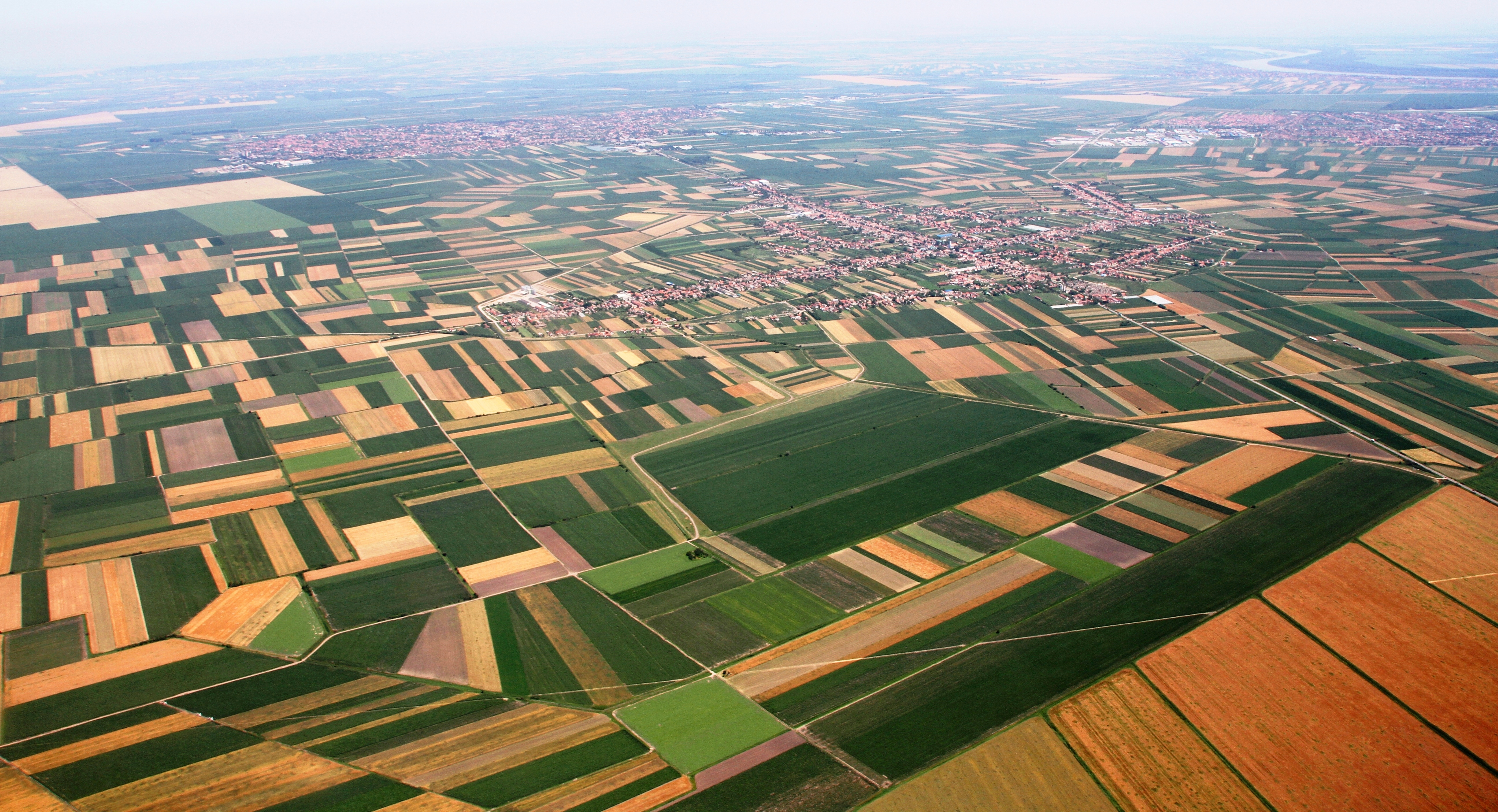
Более 60% территории Сербии занимают пашни

Сельское хозяйство в Сербии по-прежнему является важной частью сербской экономики с годовым потенциалом экспорта в 12 млрд. евро. Общая площадь сельскохозяйственных угодий превышает 6,12 млн. гектаров. Сельскохозяйственное производство в наибольшей степени налажено в северной Сербии на плодородной Среднедунайской низменности и в южных долинах, прилегающих к рекам Сава, Дунай и Морава. Резкое сокращение масштабов сельскохозяйственной деятельности наблюдается, начиная с 1948 года, когда почти три четверти населения страны были заняты в сельском хозяйстве, в настоящее же время ― лишь одна четверть.

## Производство
Сербия производит различные сельскохозяйственные продукты: в основном это крупы, фрукты и овощи. Всё это составляет значительную часть ВВП и экспорта. Сербия занимает второе место в мире по выращиванию малины (84 299 метрических тонн, первое место занимает Россия) и сливы (146 776 метрических тонн, первое место занимает Китай). Страна также является крупным производителем кукурузы (6 158 120 метрических тонн, 32-е место в мире) и пшеницы (2 095 400 метрических тонн, 35-е место в мире). Выращивание сахарной свеклы (2 299 770 метрических тонн) и семян подсолнечника (454 282 метрических тонн) удовлетворяет внутренний спрос на сахар и растительное масло, излишки отправляются на экспорт: поставляется около 180 000 тонн сахара в Европейский союз.

## Вина

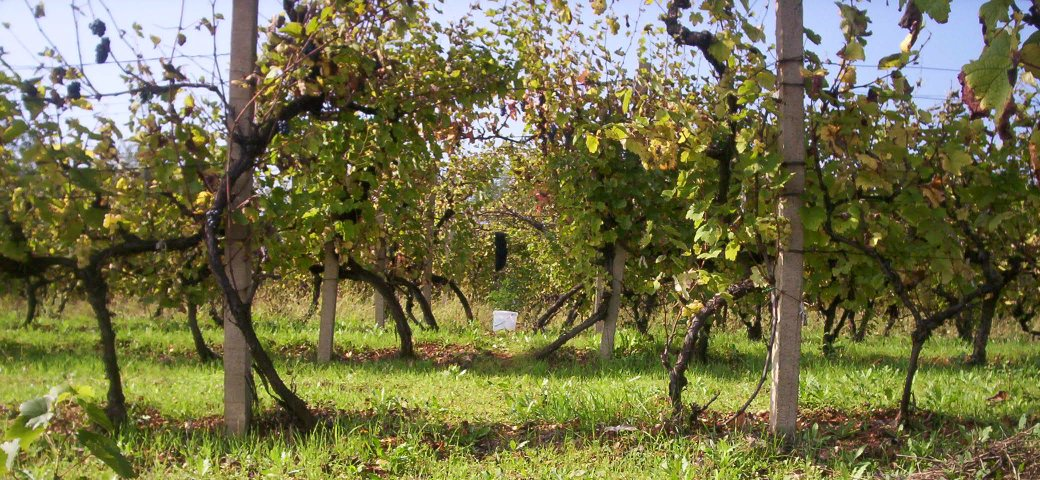
Виноградник возле Власотинце, Сербия

В Сербии виноградники занимают территорию, примерно равную 70 000 гектарам, производя около 425 000 тонн винограда в год. Сербия входит в число 15 самых крупных стран-производителей вина.
Самыми известными винами являются Belgrade Seedless, Prokupac, Sauvignon, "Italian Riesling", Cabernet, Chardonnay, White и Red Burgundy, Hamburg, Muscat, Afus Ali, Vranac, Tamjanka, Krstac, Smederevka и Dinka.

## Фрукты
Фруктовые фермы занимают 310 000 гектаров пашни в Сербии.
Объём производства фруктов в тоннах (2012):
- Яблоко 178 713
- Виноград 263 419
- Персик 53 894
- Груша 39 112
- Слива 391 485
- Малина 70 320
- Вишня 74 656

## Компании
- Fresh&Co, одна из крупнейших компаний по производству фруктовых соков в Юго-восточной Европе наряду с компанией neXt
- Foodland, выращивание традиционных фруктовых продуктов
- Nektar, компания по выращиванию фруктов
- Malina Produkt (First Fruit), компания по выращиванию фруктов
- Mondi Foods (Mondi Serbia), компания по выращиванию фруктов